# Glac (581 m)
Glac (581 m) – szczyt wznoszący się między miejscowościami Štítnik i Roštár na Słowacji. Znajduje się w zakończeniu południowo-zachodniego grzbietu Repiska (796 m). Jest całkowicie porośnięty lasem.  Opływany jest przez 2 potoki: Mnich i Roveň, obydwa w dorzeczu rzeki Štítnik. W słowackiej regionalizacji Glac zaliczany jest do Pogórza Rewuckiego (Revúcka vrchovina).